# Paul Grigoriu
Paul Grigoriu (n. 6 martie 1945, Bacău, România – d. 3 aprilie 2015, Buciumeni, Dâmbovița, România) a fost un jurnalist și scriitor român, realizator de emisiuni la postul public Radio România.

## Biografie
Născut la 6 martie 1945 la Bacău, Paul Grigoriu este absolvent al Facultății de limbi romanice, clasice și orientale – Universitatea București (secția franceză-spaniolă), iar din 1969 a lucrat la Radiodifuziunea Română, Redacția emisiunilor pentru străinătate (REPS), secția franceză. După 1990 a devenit realizator al emisiunii „Matinal” de la Radio România Actualități. 
A fost redactor-șef al Programului III (Radio România Tineret) și – din 1992 – director general adjunct al Radiodifuziunii Române. Între octombrie 1994 – septembrie 1995 a fost director general interimar al Societății Române de Radiodifuziune. Director general adjunct (șef al canalelor naționale) până în anul 2002, când demisionează din funcție. A fost realizator de emisiuni, profesionist de excepție și moderator al cotidianului program „Sfertul academic”. 
Cariera jurnalistică a lui Paul Grigoriu este marcată de prestațiile estivale de la Radio Vacanța – până în 1989 – și de radioprograme precum „Noapte albastră” sau „k-drane". Succesul de public – nemaiîntâlnit până la el (și nici după) – i l-a adus populara emisiune „Matinal”, al cărei inițiator a fost după 1990. Radiogenia și talentul său publicistic au făcut din această emisiune vârful de lance al audienței Radioului național, într-un moment în care concurența cu posturile comerciale se acutiza din ce în ce mai mult. Personalitate de prim-plan a Radiodifuziunii Române (pentru mulți chiar o emblemă vie a acesteia), „Domnul Radio" a marcat prin prestația sa inspirată secțiunea postdecembristă a istoriei radioului românesc.
A avut și o activitate literară intensă, debutând cu poezie în 1967, în revista Amfiteatru. Prima sa carte apărută a fost Anatomia unei străzi (1992), urmată de Vară franceză (Un romantic la Paris) (1998), Moștenirea tinichigiului (2000), Radio.grafii. 1969-1989 (2000), Canguri la toate (Comando la antipozi) - impreuna cu Octavian Vintila (2001), Dincolo de marele zid - impreuna cu Octavian Vintila (2008), Doi pentru o copilarie (2015, postum), Cutele si cutrele memoriei 2008-1969-2008 (2015, postum). În 2013 Paul Grigoriu a lansat si volumul G de la Gugiumeni. Falsă monografie, la Editura Casa Radio.
A primit din partea Președinției României două importante distincții: Ordinul Meritul Cultural și Ordinul Național „Serviciul Credincios”.